# کانر لئونگ
لیانگ جینگ‌کانگ (چینی ساده: 梁靖康; پین‌یین: Liáng Jìngkāng؛ زادهٔ ۴ ژانویه ۱۹۹۴)، همچنین با نام‌های کانر لئونگ (به انگلیسی: Connor Leong) یا لئون لئونگ (به انگلیسی: Leon Leong) نیز شناخته می‌شود، بازیگر و مدل اهل چین است. او بیشتر به خاطر ایفای نقش در باغ شهاب سنگ (۲۰۱۸) شناخته می‌شود.

## اوایل زندگی و تحصیلات
کانر لئونگ زادهٔ ۴ ژانویه ۱۹۹۴ در شنژن، گوانگ‌دونگ، چین است. وی در انستیتوی مهندسی نرم‌افزار جنوب چین در دانشگاه گوانگ‌ژو حضور پیدا کرد. در کالج، او مدلینگ و فیلم‌برداری تبلیغات را آغاز کرد.